# Gerd Schönknecht
Gerd Schönknecht (* 5. April 1926; † 25. Januar 2009) war ein deutscher Fußballspieler, der im Dienst des Meidericher SV 161 Partien in der Oberliga West absolvierte.

## Karriere

### Spieler bei Meiderich (1952–1959)
Der Verteidiger Schönknecht spielte in den späten 1940er-Jahren für den Amateurverein Duisburger SC 1900, bei dem er zu den Leistungsträgern zählte. Er war bereits 26 Jahre alt, als er 1952 in den Kader des Oberligisten Meidericher SV aus Duisburg aufgenommen wurde. Er schaffte auf Anhieb den Sprung in die Stammelf und bildete mit den schon seit Jahren zur Mannschaft zählenden Spielern Kurt Neumann und Wilhelm Schmidt eine Abwehrkette, die die nachfolgenden Spielzeiten über unverändert blieb.
Er erlebte 1952/53 eine erfolgreiche erste Saison, die für den MSV in der stark besetzten Oberliga West, die im damals noch regional begrenzten Ligensystem die höchste Spielklasse darstellte, auf dem vierten Tabellenplatz endete. Dennoch wäre es im Sommer 1953 fast zu seinem Abschied gekommen, da er aus privaten und beruflichen Gründen einen Umzug nach Süddeutschland und einen damit verbundenen Wechsel zu den Stuttgarter Kickers ins Auge fasste. Seitens des Vereins wurde jedoch die Freigabe verweigert und so blieb Schönknecht den Meiderichern treu. 1955 musste er den Abstieg in die II. Division hinnehmen, trat mit dem Team den Gang in die Zweitklassigkeit an und konnte 1956 den direkten Wiederaufstieg verbuchen. Im Anschluss daran entdeckte Schönknecht seine Torjägerqualitäten, traf im Verlauf der Spielzeit 1956/57 elf Mal und war gemeinsam mit Heinz Bohnes bester Torschütze des MSV, der sich als Tabellensiebter souverän in der Liga behaupten konnte. Sowohl er als auch Bohnes standen unter Beobachtung des Bundestrainers Sepp Herberger und erhielten von dessen Seite ein ausdrückliches Lob, wurden aber nicht in den Kreis der Nationalelf aufgenommen. Es folgten weitere gute Jahre für die Mannschaft, die 1958 erneut Vierter wurde, und Schönknecht war behielt seinen Stammplatz, bis er dem Meidericher SV 1959 den Rücken kehrte. Der damals 33-Jährige hatte zuvor bei 161 Oberligapartien mit 23 Toren sowie 25 Zweitdivisionspartien ohne Tor auf dem Platz gestanden.

### Spieler und Trainer in unteren Ligen (nach 1959)
Nach seinem Abschied aus Meiderich trug Schönknecht das Trikot des einstmaligen Oberligisten Rheydter Spielverein und gehörte anschließend dem Altherrenteam von Borussia Mönchengladbach an. In den 1960er-Jahren war er als Trainer verschiedener Amateurklubs aus der Umgebung Mönchengladbachs tätig. Im Ruhestand lebte er im Pulheimer Ortsteil Stommeln, bis er 2009 im Alter von 82 Jahren starb.